# Гадлі (Міннесота)
Гадлі (англ. Hadley) — місто (англ. city) в США, в окрузі Маррей штату Міннесота. Населення — 54 особи (2020).

## Географія
Гадлі розташоване за координатами 44°0′6″ пн. ш. 95°51′20″ зх. д. / 44.00167° пн. ш. 95.85556° зх. д. (44.001797, -95.855541).  За даними Бюро перепису населення США в 2010 році місто мало площу 1,01 км², з яких 0,72 км² — суходіл та 0,29 км² — водойми.

## Демографія
Згідно з переписом 2010 року, у місті мешкала 61 особа в 32 домогосподарствах у складі 20 родин. Густота населення становила 60 осіб/км².  Було 38 помешкань (38/км²).
Расовий склад населення:
| - 100,0 % — білих |

До двох чи більше рас належало 0,0 %. Частка іспаномовних становила 0,0 % від усіх жителів.
За віковим діапазоном населення розподілялося таким чином: 6,6 % — особи молодші 18 років, 63,9 % — особи у віці 18—64 років, 29,5 % — особи у віці 65 років та старші. Медіана віку мешканця становила 56,2 року. На 100 осіб жіночої статі у місті припадало 84,8 чоловіків;  на 100 жінок у віці від 18 років та старших — 78,1 чоловіків також старших 18 років.
Середній дохід на одне домашнє господарство  становив 58 078 доларів США (медіана — 39 167), а середній дохід на одну сім'ю — 54 883 долари (медіана — 42 500). За межею бідності перебувало 27,9 % осіб, у тому числі 28,6 % дітей у віці до 18 років та 33,3 % осіб у віці 65 років та старших.
Цивільне працевлаштоване населення становило 20 осіб. Основні галузі зайнятості: будівництво — 50,0 %, роздрібна торгівля — 15,0 %, науковці, спеціалісти, менеджери — 10,0 %, освіта, охорона здоров'я та соціальна допомога — 10,0 %.